# Fethullah Gülen
Fethullah Gülen (27 tháng 4 năm 1941- 20 tháng 10 năm 2024) là một nhà giảng đạo Thổ Nhĩ Kỳ, cựu lãnh tụ Hồi giáo, nhà văn, và một chính trị gia. Ông là người sáng lập phong trào Gülen (được những người ủng hộ gọi là Hizmet có nghĩa dịch vụ). Ông hiện đang sống lưu vong ở Hoa Kỳ, cư trú ở Saylorsburg, Pennsylvania.
Gülen giảng dạy tư tưởng một truyền phái Hồi giáo gọi là Hanafi, xuất phát từ nhà học giả Hồi giáo Sunni Said Nursî. Gülen cho biết ông ta tin tưởng vào khoa học, đối thoại tôn giáo giữa People of the Book, và dân chủ đa đảng. Ông đã từng khởi xướng những cuộc nói chuyện với nhà thờ Vatican và một vài tổ chức Do Thái.
Gülen tham dự tích cực vào những cuộc thảo luận xã hội về tương lai của nhà nước Thổ, và đạo Hồi trong Thế giới tân tiến. Ông được mô tả trong phương tiện truyền thông tiếng Anh là một lãnh tụ Hồi giáo "mà cổ vũ cho một Hồi giáo khoan dung nhấn mạnh Chủ nghĩa vị tha, siêng năng và giáo dục" và là "một trong những nhân vật Hồi giáo quan trọng nhất."
Gülen là một đồng minh của Tổng thống Thổ Nhĩ Kỳ Recep Tayyip Erdoğan trước năm 2013. Liên minh này đã bị phá hủy sau Vụ tham nhũng lớn tại Thổ Nhĩ Kỳ 2013. Erdogan cáo buộc Gülen đứng đằng sau các cuộc điều tra tham nhũng. Ông hiện nằm trong danh sách những kẻ khủng bố đang bị lùng bắt khẩn cấp nhất của Thổ Nhĩ Kỳ và bị cáo buộc lãnh đạo một tổ chức, các quan chức Thổ Nhĩ Kỳ gọi là tổ chức khủng bố Gülen (FETO). Một tòa án hình sự của Thổ Nhĩ Kỳ đã ban hành một lệnh bắt giữ đối với Gülen. Thổ Nhĩ Kỳ đang yêu cầu dẫn độ Gülen từ Hoa Kỳ. Tuy nhiên, các viên chức của Mỹ nói chung không tin rằng ông có liên quan đến bất kỳ hoạt động khủng bố nào.

## Tiểu sử
Gülen là con trai của một nhà giảng đạo Hồi giáo, sinh ra ở một làng gần thành phố Erzurum ở Đông Antolia. Ông theo học tiểu học tại một trường làng, nhưng khi gia đình dọn đi, thì không tiếp tục mà được giảng dạy tại một nhà thờ Hồi giáo ở thành phố miền Đông Thổ, và giảng đạo lần đầu tiên lúc 14 tuổi. Gülen chịu ảnh hưởng bởi tư tưởng của Said Nursî. Khi 18 tuổi, ông đã trở thành người giảng đạo của cơ quan Tôn giáo Thổ. 1971, sau cuộc đảo chính của quân đội, ông bị tù 6 tháng vì những vận động ngầm Hồi giáo, nhưng sau đó vẫn được tiếp tục công việc như là một công chức cho đến 1981.
So sánh Gülen với các người đi theo "phong trào Nur" khác, Hakan Yavuz nói, "Gülen có nhiều tinh thần quốc gia Thổ Nhĩ Kỳ trong tư duy của ông. Ngoài ra, ông có phần hướng nhiều hơn về nhà nước, và quan tâm nhiều hơn với kinh tế thị trường và các chính sách kinh tế tân tự do (neo-liberal)." 